# Bătălia de la Focșani (1653)
Bătălia de la Focșani a avut loc pe 22 mai 1653, între o armată cazaco-moldovenească condusă de Timuș Hmelnițki pe de-o parte și o armată muntenească condusă de Diicu Buiescu. Bătălia a fost precedată de retragerea în Țara Românească a lui Gheorghe Ștefan, inamicul lui Timuș Hmelnițki și Vasile Lupu. În urmărirea acestuia, trupele cazaco-moldovenești au ocupat și ars Focșaniul, ieșind la râul Milcov. Aceștia au întâlnit un detașament muntenesc condus de Diicu Buiescu.
Bătălia a început pe 22 mai, locul luptei a fost ambele maluri ale râului Milcov. În timpul luptei pozițiile ambelor tabere s-au schimbat în mod repetat, trecând din mână în mână, până când a început ofensiva infanteriei moldovenești pe malul stâng și a cavaleriei căzăcești de malul drept. Acest lucru a permis armatei cazaco-moldovenești sǎ treacǎ râul, și sǎ continue urmărirea lui Gheorghe Ștefan.

## Legături extene
- uc  Campania lui Timuș în Muntenia, Bătălii